# Persone di cognome Barker
| Questa pagina contiene informazioni ricavate automaticamente dalle voci biografiche con l'ausilio del template Bio e di un bot. L'aggiornamento è periodico e automatico e ricostruisce completamente la pagina. Se manca una persona in questa lista, sei pregato di non aggiungerla, ma accertati piuttosto che la sua voce biografica contenga il template Bio e che i dati anagrafici siano correttamente compilati. Se il template Bio manca, inseriscilo tu stesso o, in alternativa, metti l'avviso {{tmp\|Bio}} che ne segnala la mancanza. Se i dati riportati sono sbagliati, correggi direttamente la voce biografica; le modifiche saranno visibili in questa lista entro pochi giorni. Per chiarimenti vedi il progetto antroponimi. La lista contiene solo le 61 persone che sono citate nell'enciclopedia e per le quali è stato implementato correttamente il template Bio. Pagina aggiornata al 17 ott 2024. |

Questa è una lista di persone presenti nell'enciclopedia che hanno il cognome Barker, suddivise per attività principale.

## Allenatori di calcio(1)
- Clive Barker, allenatore di calcio sudafricano (Durban, n. 1944 - Durban, † 2023)

## Altisti(1)
- Ervin Barker, altista statunitense (Cresco, n. 1883 - † 1961)

## Archeologi(1)
- Philip Barker, archeologo britannico (n. 1920 - † 2001)

## Attori(5)
- Eric Barker, attore britannico (Thornton Heath, n. 1912 - Faversham, † 1990)
- Jess Barker, attore statunitense (Greenville, n. 1912 - Los Angeles, † 2000)
- Kenneth Barker, attore britannico (Stamford Hill, n. 1900 - Worthing, † 1986)
- Lex Barker, attore statunitense (Rye, n. 1919 - New York, † 1973)
- Ronnie Barker, attore e comico britannico (Bedford, n. 1929 - Adderbury, † 2005)

## Attrici(4)
- Corinne Barker, attrice statunitense (Salem, n. 1890 - New York, † 1928)
- Florence Barker, attrice statunitense (Los Angeles, n. 1891 - Los Angeles, † 1913)
- Lucy May Barker, attrice e cantante britannica (Lincoln, n. 1992)
- Petronella Barker, attrice britannica (Stalisfield, n. 1942)

## Aviatori(1)
- William George Barker, aviatore canadese (Dauphin, n. 1894 - Ottawa, † 1930)

## Bassisti(1)
- Chris Barker, bassista statunitense (Pittsburgh, n. 1980)

## Batteristi(2)
- Nicholas Barker, batterista britannico (Norwich, n. 1973)
- Travis Barker, batterista, cantautore e produttore discografico statunitense (Fontana, n. 1975)

## Botanici(1)
- Nigel P. Barker, botanico sudafricano

## Calciatori(8)
- Brandon Barker, calciatore inglese (Manchester, n. 1996)
- Chris Barker, calciatore inglese (Sheffield, n. 1980 - Cardiff, † 2020)
- Jack Barker, calciatore e allenatore di calcio inglese (Denaby, n. 1906 - † 1982)
- Lloyd Barker, ex calciatore e allenatore di calcio giamaicano (Kingston, n. 1970)
- Richard Rainer Barker, calciatore inglese (Londra, n. 1869 - † 1940)
- Robert Barker, calciatore inglese (n. 1847 - † 1915)
- Shaun Barker, ex calciatore inglese (Trowell, n. 1982)
- Steve Barker, ex calciatore e allenatore di calcio sudafricano (Maseru, n. 1967)

## Canottieri(1)
- Harold Barker, canottiere britannico (Marylebone, n. 1889 - Henley-on-Thames, † 1937)

## Cantautrici(1)
- Emily Barker, cantautrice, musicista e compositrice australiana (Bridgetown, n. 1980)

## Cestisti(3)
- Cliff Barker, cestista e allenatore di pallacanestro statunitense (Yorktown, n. 1921 - Satsuma, † 1998)
- Kenny Barker, ex cestista statunitense (San Diego, n. 1986)
- Tom Barker, ex cestista statunitense (Harlingen, n. 1955)

## Cicliste su strada(1)
- Elinor Barker, ciclista su strada e pistard britannica (Cardiff, n. 1994)

## Conduttori televisivi(1)
- Bob Barker, conduttore televisivo, attore e attivista statunitense (Darrington, n. 1923 - Los Angeles, † 2023)

## Criminali(2)
- Arthur Barker, criminale statunitense (Aurora, n. 1899 - Alcatraz, † 1939)
- Ma Barker, criminale statunitense (Ash Grove, n. 1871 - Oklawaha, † 1935)

## Drammaturghi(2)
- Howard Barker, drammaturgo e sceneggiatore britannico (Londra, n. 1946)
- James Nelson Barker, drammaturgo, saggista e poeta statunitense (Filadelfia, n. 1784 - Washington, † 1858)

## Fotografi(1)
- Nigel Barker, fotografo britannico (Londra, n. 1972)

## Giornalisti(1)
- Gray Barker, giornalista e scrittore statunitense (n. 1925 - † 1984)

## Illustratrici(1)
- Cicely Mary Barker, illustratrice inglese (Croydon, n. 1895 - Ospedale di Worthing, † 1973)

## Linguisti(1)
- Muhammad Abd-al-Rahman Barker, linguista, autore di giochi e scrittore statunitense (Spokane, n. 1929 - Minneapolis, † 2012)

## Meteorologi(1)
- Thomas Barker, meteorologo e astronomo britannico (Lyndon, n. 1722 - † 1809)

## Modelle(1)
- Kylene Barker, modella statunitense (Galax, n. 1955)

## Organari(1)
- Charles Spackman Barker, organaro e inventore britannico (Bath, n. 1804 - Maidstone, † 1879)

## Pistard(1)
- Megan Barker, pistard e ciclista su strada britannica (Cardiff, n. 1997)

## Produttori discografici(1)
- Sick Luke, produttore discografico e rapper italiano (Londra, n. 1994)

## Rapper(1)
- Duke Montana, rapper e attore italiano (Roma, n. 1975)

## Registi(3)
- Mike Barker, regista britannico (Inghilterra, n. 1965)
- Reginald Barker, regista statunitense (Winnipeg, n. 1886 - Los Angeles, † 1945)
- Steve Barker, regista e sceneggiatore britannico (Blackpool, n. 1971)

## Scrittori(3)
- Clive Barker, scrittore, fumettista e illustratore britannico (Liverpool, n. 1952)
- Dan Barker, scrittore e musicista statunitense (n. 1949)
- Dominic Barker, scrittore inglese (Southport, n. 1966)

## Scrittrici(2)
- Nicola Barker, scrittrice britannica (Ely, n. 1966)
- Pat Barker, scrittrice inglese (Thornaby-on-Tees, n. 1943)

## Soprani(1)
- Cheryl Barker, soprano australiano (Sydney, n. 1960)

## Storiche(1)
- Juliet Barker, storica britannica (n. 1958)

## Tenniste(1)
- Sue Barker, ex tennista e telecronista sportiva britannica (Paignton, n. 1956)

## Traduttori(1)
- William Barker, traduttore e politico britannico (Norfolk)

## Trombettisti(1)
- Guy Barker, trombettista e compositore britannico (Chiswick, n. 1957)

## Velocisti(1)
- Nigel Barker, velocista australiano (Petersham, n. 1883 - Sydney, † 1948)

## Wrestler(1)
- Brandon Barker, wrestler statunitense (Tampa)